# Polylepis pacensis
Polylepis pacensis, queñua de La Paz, o simplemente queñua como es conocida localmente, es una especie de árbol del género Polylepis, endémica de Bolivia. El nombre específico se refiere a la ciudad de La Paz. Se encuentran pequeños bosques de queñua en las laderas de los cerros, en los alrededores de los ríos La Paz y Luribay, al sud de la ciudad de La Paz.

## Descripción
Puede verse como pequeños arbustos, o como árboles de hasta ocho metros de altura. Crece en valles secos, con una altura de entre 3200 y 4200 m s.n.m.

## Taxonomía
Polylepis pacensis fue descrita por los botánicos alemanes Michael Kessler (abrev. bot. M.Kessler) y Alexander Nikolai Schmidt-Lebuhn (abrev. bot. Schmidt-Leb.), y publicada en Organisms, Diversity and Evolution 6(1): 67, f. 1. en 2006.